# 1776 na ciência

## Nascimentos
| Data          | Nome                   | Profissão           | Nacionalidade                  | Observações | Ref   |
| ------------- | ---------------------- | ------------------- | ------------------------------ | ----------- | ----- |
| 12 de junho   | Karl Friedrich Burdach | fisiologista        | Sacro Império Romano-Germânico | m. 1847     | [ 1 ] |
| 9 de agosto   | Amedeo Avogadro        | físico              | Itália                         | m. 1856     | [ 2 ] |
| 13 de outubro | Peter Barlow           | matemático e físico | Reino Unido                    | m. 1862     | [ 3 ] |

## Mortes
| Data | Nome | Profissão | Nacionalidade | Observações | Ref |
| ---- | ---- | --------- | ------------- | ----------- | --- |

## Prémios
Medalha Copley
- James Cook[4]